# Affaire Turan Bekar
L'affaire Turan Bekar des nom et prénom de la victime, appelée aussi affaire du guet-apens du lac Genin est une affaire criminelle française qui commence le 14 avril 2015 à Charix dans l'Ain, près du lac Genin. 
Ayten, fleuriste et épouse de Turan Bekar, demande ce soir là à son mari d'effectuer une livraison de fleurs. Il doit prendre Kemal Coban en voiture qui lui indiquera le chemin. Plus loin, ce dernier tente d'assassiner Turan.
L'enquête permet de déterminer que c'est la propre épouse de Turan qui a commandité l'assassinat de son mari. Avec la complicité de son frère Engin Yalcin, ils ont demandé à Murat Civil de recruter Kemal Coban pour tuer Turan en échange de 8 000 €. Si le mobile présenté à Kemal par Ayten avait trait à de prétendues violences conjugales, l'enquête permet de démontrer que Ayten Yalcin voulait tuer son mari pour toucher 800 000 € d'une assurance-vie dont elle avait falsifié les documents.
Turan est atteint de 13 coups de couteau lors d'une première tentative. Il réussit à s'enfuir. Puis, alors qu'il a semé son agresseur, il revient à pieds sur la route et croise de nouveau son agresseur en voiture qui tente de l'écraser.
Le verdict prononcé en première instance a comme particularité que la commanditaire de l'assassinat est condamnée à une peine plus sévère que celle prononcée contre le bras armé (l’exécutant du crime).

## Les faits
Le 14 avril 2015 au soir, à Oyonnax, Ayten Yalcin, 39 ans, fleuriste, demande à son mari Turan Bekar, 42 ans, ouvrier, d'aller livrer un bouquet constitué de roses rouges, de marguerites et de petites fleurs blanches. Elle lui explique que le client n’a pas de voiture et qu'il veut faire une surprise à sa copine. Il est prévu que vers 22 h 15 Turan passe au cimetière d'Oyonnax pour prendre le client en voiture et l'amener chez sa copine. À 22 h 10, Turan prend la Clio verte de sa femme et se rend au cimetière. Il y prend en charge le prétendu client, Kemal Coban, et repart.
Pendant tout le trajet, Kemal prétend avoir trop bu et se sentir mal. Alors que la voiture est en pleine forêt, Kemal se dit pris d'une envie de vomir. Turan stoppe la voiture. C'est alors que Kemal sort un couteau et frappe à six reprises Turan au thorax et sur les flancs. La victime réussit à repousser son agresseur, à retirer sa ceinture de sécurité puis à sortir de la voiture. Il lui demande alors pour qui il agit, Kemal lui répond « Les manouches ». Kemal frappe ensuite Turan au moins à six nouvelles reprises dans le dos et au bras dans un geste défensif de Turan.
Dans l'assaut, Turan réussit à déséquilibrer Kemal en lui donnant deux coups de poing, mais il trébuche sur une racine d'arbre et tombe à son tour. Kemal en profite alors pour lui asséner un dernier coup de couteau au niveau de la jugulaire. Pendant que Kemal tente d'égorger Turan, la lame se brise dans le côté du cou de la victime. Turan réussit ensuite à s'enfuir dans la forêt où il se cache pendant une trentaine de minutes. À plusieurs reprises, il voit son agresseur à sa recherche passer à quelques mètres de lui, un autre couteau à la main, puis il entend le moteur de la voiture redémarrer et voit les projecteurs du véhicule pointer en direction de la forêt pour le débusquer.
Par la suite, Turan réussit à rejoindre une route départementale. En sang, il marche jusqu'au moment où il aperçoit une petite voiture de couleur blanche circulant à faible allure. Il fait des signes au conducteur en espérant obtenir du secours. Brusquement le véhicule accélère et fonce dans sa direction, manquant de l'écraser. La voiture finit dans le fossé.
Turan réussit enfin à trouver du secours auprès d'une auberge située sur les bords du lac Genin.
Son hospitalisation dure 22 jours, une ITT de 90 jours est prononcée au bénéfice de Turan au regard de la gravité de ses blessures.

## Enquêtes

### Première audition de Kemal Coban
Trois semaines plus tard, les enquêteurs sont informés de la présence d'une petite voiture blanche accidentée dans un fossé de la forêt qui jouxte le lac Genin. Après recherche dans le fichier des plaques minéralogiques, ils découvrent qu'il s'agit de la voiture de Kemal Coban.
Le 7 mai 2015, les gendarmes interpellent Kemal Coban. Kemal confirme les faits, mais explique qu'ils sont à percevoir dans le contexte d'une transaction liée à du cannabis. Il affirme aux enquêteurs que Turan aurait rejoint Kemal pour lui vendre de la drogue et qu'à la suite d'un différend la transaction aurait dégénéré en bagarre. Il qualifie les coups de couteau portés sur Turan comme étant un accident. À l'issue de cet entretien, Kemal Coban est mis en examen pour tentative d'assassinat et incarcéré.

### Audition de Ayten Yalcin
Elle est mariée à Turan depuis ses 17 ans.
Elle mentionne des difficultés dans son couple, et fait état d'anciennes mains courantes déposées pour des faits de violences conjugales.
Elle dit ne pas connaître Kemal Coban. Toutefois, la consultation de ses relevés téléphoniques montrent qu'elle était en relation avec Kemal. Le 18 avril 2015, Ayten Yalcin est mise en examen pour complicité de tentative d'assassinat et placée en détention provisoire.

### Écoutes téléphoniques de Kemal Coban en prison
Incarcéré sous le régime de la détention préventive, Kemal Coban réussit à avoir accès à un téléphone. Les enquêteurs laissent faire et placent son appareil sur écoutes. Il l'entendent à plusieurs reprises réclamer à différents interlocuteurs l'argent d'un contrat.

### Seconde audition de Kemal Coban
Le 13 janvier 2016, les enquêteurs auditionnent Kemal Coban concernant ses échanges téléphoniques réalisés en prison. Kemal avoue avoir été recruté par Ayten Yalcin, son frère Engin Yalcin et Murat Civil, un de leurs amis, pour tuer Turan Bekar. Il explique qu'à cette époque il était couvert de dettes et avait accepté ce contrat en échange de 8 000 euros. Kemal déclare : « Il m'a proposé simplement et clairement de tuer le mari de sa sœur » « Il m'a dit que sa sœur vivait des jours épouvantables avec lui ».
Kemal nie avoir tenté d'écraser Turan avec sa voiture. Il explique avoir perdu le contrôle de la voiture car il conduisait sans ses lunettes. Il prétend qu'elles seraient tombées pendant leur altercation.
À la suite de ces aveux, Engin Yalcin et Murat Civil sont mis en examen pour complicité de tentative d'assassinat.

## 1erprocès
Il s'ouvre le 21 juin 2019 devant la cour d'assises de l'Ain à Bourg-en-Bresse.
Ayten Yalcin et Murat Civil comparaissent libres,.
Turan fera valoir que sa maison a été « saisie » faute de traites honorées alors qu'il était soigné à l'hôpital et que sa femme était en détention.
Il est avéré que quelques heures avant de tenter d'assassiner Turan, Kemal Coban avait placé sa propre voiture, petite et blanche, à proximité du lieu où il avait simulé son malaise à bord de la Clio conduite par Turan.
Il est avéré que, lors de l'assaut, le couteau a cassé à la suite de plusieurs mouvements du poignet appliqués par Kemal sur son arme avec comme objectif de trancher la tête de la victime.
II est avéré qu'après le second assaut, Turan a parcouru à pieds et en sang environ un kilomètre et demi avant de se réfugier dans l'auberge du lac de Genin. Cette distance est celle, par la route, qui sépare le lieu où la voiture de Kemal a été retrouvée de l'auberge où il a trouvé secours.
Il est établi que Kemal Coban n'a touché que 1 300 € sur les 8 000 € convenus.
L'expert psychiatre décrit Ayten en ces termes : « Elle a pu se sentir prise en étau entre une ambition sociale entravée dans la réalité et le caractère indéfectible de la fidélité aux éléments familiaux qui structure son mariage, son mari étant le fils de la sœur de son père. ».
Il est avéré que deux jours avant la tentative d'assassinat de Turan, son épouse a tenté de lui faire signer un contrat d'assurance-vie concernant sa Clio. Le contrat prévoyait une indemnité de 800 000 euros en cas de décès du conducteur. Turan refusa de signer ce qu'il décrira comme un « papier marron ». Il est établi qu'à la suite de ce refus, Ayten Yalcin a falsifié ces documents. Il est avéré que deux jours plus tard, au soir des faits, la Clio sera accidentée.
Au cours du procès, Turan explique qu'un certain Murat Civil, chef d'entreprise, était venu chez lui livrer des éléments de décoration pour les bouquets de sa femme. Turan explique avoir alors entendu Murat dire à Engin Yalcin présent chez sa sœur « C'est bon, j'ai tout arrangé pour ce soir ».

### Verdict
Le verdict est prononcé le vendredi 28 juin 2019 après 4 heures de délibéré. Ayten Yalcin, l'épouse de la victime, est condamnée à 18 ans de réclusion criminelle pour avoir été l’instigatrice principale de la tentative d'assassinat de son mari. Son frère, Engin Yalcin, est condamné à 16 ans de réclusion criminelle pour avoir secondé sa sœur dans son projet d'assassinat.
Kemal Coban, est condamné à 16 ans de réclusion criminelle pour avoir tenté d'exécuter le « contrat » visant à tuer Turan Bekar contre 8 000 euros. Murat Civil est condamné à 13 ans de réclusion criminelle pour avoir recruté Kemal Coban au profit de la fratrie Yalcin. Ce verdict est conforme aux réquisitions de l'avocat général, excepté concernant Murat Civil : le parquet avait requis 15 ans de réclusion criminelle. Les quatre prévenus décident de faire appel.

## Procès en appel
Il s'ouvre le 18 septembre 2020 à la cour d'assise de Saint-Étienne, le jugement est rendu le 26 septembre, :
- Engin Yalcin est condamné à 16 ans de réclusion criminelle ;
- Ayten Yalcin est condamnée à 16 ans de réclusion criminelle ;
- Kemal Coban est condamné à 13 ans de réclusion criminelle.
- Murat Civil est condamné à 12 ans de réclusion criminelle.

### Documentaires télévisés
- « Sans fleur ni couronne » (troisième reportage) dans « Paix à son âme » le 16 janvier 2020 dans Héritages sur NRJ 12.
- « L'affaire Turan Bekar : le bouquet criminel de la fleuriste » le 10 octobre 2021 dans Chroniques criminelles sur TFX.

### Émission radiophonique
- Turan Bekar, le miraculé, le 14 septembre 2022 dans Hondelatte Raconte sur Europe 1[8].